# Lista de prémios e indicações recebidos por Sia
Sia Kate Isobelle Furler (Adelaide , 18 de dezembro de 1975), conhecida como Sia, é uma cantora e compositora australiana. Colaborou com o conhecido DJ David Guetta nas canções Titanium  e She Wolf (Falling to Pieces) , e com o rapper e cantor de música hip hop Flo Rida , na canção Wild Ones .
Nascida na cidade de Adelaide, Sia fez parte da formação independente de acid jazz Crisp e lançou dois álbuns com o grupo. Em 1997, ela lançou seu primeiro álbum solo, OnlySee, por uma gravadora que já não existe mais. Ela só atingiu maior sucesso quando se mudou para o Reino Unido e seguiu de vez com sua carreira solo.
Durante os anos seguintes, Sia lançou mais quatro álbuns solo: Healing Is Difficult (2001), Colour the Small One (2005) , Some People Have Real Problems (2008), We Are Born (2010) e 1000 Forms of Fear (2014). Ela também lançou vários EP's e fez os vocais para várias faixas dos três primeiros álbuns do Zero 7.
Em 2014, Sia lançou seu 6º álbum de estúdio, intitulado 1000 Forms of Fear , que pela primeira vez em sua discografia, atingiu o topo da Billboard Hot 200 , além do hit Chandelier , que lhe rendeu 4 indicações ao Grammy Award . Em 2016 Sia lançou o seu 7° álbum de estúdio, nomeado This is Acting, incluindo o hit Cheap Thrills, que lhe levou pela primeira vez ao topo da Billboard Hot 100, Canadian Music Top 100, além de ser top 10 em vários países da Europa.

## Grammy Awards
O Grammy Awards é a premiação mais importante da música, é entregue pela Academia de Ciências e Artes da Música dos Estados Unidos. Sia foi nomeada  9 vezes, vencendo nenhuma, até então.
| Ano  | Recipiente                              | Categoria                             | Resultado |
| ---- | --------------------------------------- | ------------------------------------- | --------- |
| 2013 | Wild Ones (Flo Rida featuring Sia)      | Melhor Colaboração de Rap             | Indicado  |
| 2015 | Chandelier                              | Música do ano                         | Indicado  |
| 2015 | Chandelier                              | Gravação do Ano                       | Indicado  |
| 2015 | Chandelier                              | Melhor Performance Pop Solo           | Indicado  |
| 2015 | Chandelier                              | Melhor Videoclipe                     | Indicado  |
| 2017 | Cheap Thrills (Sia featuring Sean Paul) | Melhor Performance de um Duo ou Grupo | Indicado  |
| 2017 | This Is Acting                          | Melhor Álbum Pop Vocal                | Indicado  |
| 2017 | Try Everything (Por Shakira)            | Melhor Canção Para uma Mídia Visual   | Indicado  |
| 2018 | Never Give Up                           | Melhor Canção Para uma Mídia Visual   | Indicado  |

## Golden Globe Awards
Premiação entregue anualmente pela Associação de Correspondentes Estrangeiros em Hollywood. Sia recebeu três indicações no total, em 2010, 2014 e em 2021. Em 2021, Sia fez sua estreia como diretora, e lançou seu filme "Music" que totalizou 2 indicações em "Melhor Filme de Comédia ou Musical" e em "Melhor Atriz de Comédia ou Musical" por a atriz e cantora Kate Hudson. 
| Ano  | Recipiente                            | Categoria                          | Resultado |
| ---- | ------------------------------------- | ---------------------------------- | --------- |
| 2010 | Bound to You (Por Christina Aguilera) | Melhor Canção Original             | Indicado  |
| 2014 | Opportunity                           | Melhor Canção Original             | Indicado  |
| 2021 | Music                                 | Melhor Filme de Comédia ou Musical | Indicado  |

## MTV Europe Music Awards
O MTV Europe Music Awards, acrônimo (EMA), foi criado em 1994, para celebrar os melhores artistas da Europa. Sia já foi nomeada 8 vezes.

 align="center" rowspan=2 || 2016 MTV Europe Music Awards| 2016 
| Ano  | Recipiente                         | Categoria               | Resultado |
| ---- | ---------------------------------- | ----------------------- | --------- |
| 2011 | Sia                                | Best Asia/Pacific Act   | Indicado  |
| 2014 | Chandelier                         | Melhor Videoclipe       | Indicado  |
| 2014 | Sia                                | Best Australia Act      | Indicado  |
| 2015 | Elastic Heart                      | Melhor Videoclipe       | Indicado  |
| 2015 | Sia                                | Best Australia Act      | Indicado  |
| 2016 | Sia                                | Melhor Artista Feminina | Indicado  |
| 2016 | Sia                                | Melhor Look             | Indicado  |
| 2020 | Let's Love by David Guetta and Sia | Video For Good          | Indicado  |

## MTV Video Music Awards
O MTV Video Music Awards, vulgo VMA, foi criado em 1984, pela MTV, para celebrar os melhores vídeo-clipes do Ano. Em 2014, Sia foi indicada em três categorias, com maior destaque a nomeação á videoclipe do ano por Chandelier. Indicada por dois anos seguidos a melhor clipe feminino por Elastic Heart e Cheap Thrills, em 2016 Sia ainda conseguiu emplacar seu hit Cheap Thrills na categoria Música do Verão. A cantora também levou 3 indicações com o projeto LSD com o Dj Diplo e o cantor cantor Labrinth 
| Ano  | Recipiente                                   | Categoria                      | Resultado |
| ---- | -------------------------------------------- | ------------------------------ | --------- |
| 2014 | "Chandelier"                                 | Video do Ano                   | Indicado  |
| 2014 | "Chandelier"                                 | Melhor Coreografia             | Venceu    |
| 2014 | "Battle Cry (Angel Haze ft. Sia)"            | Melhor Videoclipe com Mensagem | Indicado  |
| 2015 | "Elastic Heart"                              | Melhor Video Feminino          | Indicado  |
| 2016 | "Cheap Thrills" (ft. Sean Paul)              | Melhor Video Feminino          | Indicado  |
| 2016 | "Cheap Thrills" (ft. Sean Paul)              | Música do Verão                | Indicado  |
| 2017 | "The Greatest" (ft. Kendrick Lamar)          | Melhor Coreografia             | Indicado  |
| 2019 | "No New Friends" LSD (Labrinth, Sia e Diplo) | Melhor Direção                 | Indicado  |
| 2019 | "No New Friends" LSD (Labrinth, Sia e Diplo) | Melhor Coreografia             | Indicado  |
| 2019 | "No New Friends" LSD (Labrinth, Sia e Diplo) | Melhores Efeitos Visuais       | Indicado  |

## MTV Video Music Awards Japan
O MTV Video Music Awards, vulgo VMA, foi criado em 1984, pela MTV, para celebrar os melhores vídeo-clipes do Ano. Todos os anos, as emissoras espalhadas pelo mundo realizam premiações anuais. Na premiação japonesa, Sia foi indicada duas vezes pelo hit Cheap Thrills.
| Ano  | Recipiente      | Categoria             | Resultado |
| ---- | --------------- | --------------------- | --------- |
| 2015 | "Chandelier"    | Melhor Video Feminino | Indicado  |
| 2016 | "Cheap Thrills" | Melhor Video Feminino | Indicado  |
| 2016 | "Alive"         | Melhor Coreografia    | Indicado  |

## Billboard Music Awards
Os Billboard Music Awards premiam artistas pelo desempenho comercial nos EUA, com base em tabelas de recordes publicadas pela Billboard. Os prêmios são baseados em dados de vendas da Nielsen SoundScan e informações de rádio pela Nielsen Broadcast Data Systems. A cerimônia de premiação foi realizada de 1990 a 2007, até sua reintrodução em 2011. Sia recebeu três indicações.
| Ano  | Recipiente      | Categoria         | Resultado |
| ---- | --------------- | ----------------- | --------- |
| 2017 | Sia Furler      | Top Female Artist | Indicado  |
| 2017 | “Cheap Thrills” | Top Radio Song    | Indicado  |
| 2017 | “Cheap Thrills” | Top Collaboration | Indicado  |

## Brit Awards
Os BRIT Awards, frequentemente chamados de The BRIT's, são os prêmios anuais da música no Reino Unido, fundados pela Indústria Fonográfica Britânica. BRIT é um acrônimo de British Record Industry Trust. Os prémios começaram a ser entregues em 1977. Sia teve duas indicações e uma vitória.
| Ano  | Recipiente | Categoria                    | Resultado |
| ---- | ---------- | ---------------------------- | --------- |
| 2015 | Sia Furler | Melhor Cantora Internacional | Venceu    |
| 2017 | Sia Furler | Melhor Cantora Internacional | Indicado  |

## Much Music Video Awards
MuchMusic Video Awards ou MMVA é uma das principais premiações do Canadá, realizado anualmente pelo canal MuchMusic. Sia já foi nomeada 4 vezes.
| Ano  | Recipiente      | Categoria                                       | Resultado |
| ---- | --------------- | ----------------------------------------------- | --------- |
| 2015 | "Chandelier"    | Melhor Vídeo Internacional                      | Indicado  |
| 2015 | "Chandelier"    | Melhor Vídeo de Divulgação por Artista ou Grupo | Indicado  |
| 2016 | "Cheap Thrills" | Melhor Vídeo Internacional - Artista            | Indicado  |
| 2016 | "Cheap Thrills" | Melhor Vídeo de Divulgação por Artista ou Grupo | Indicado  |

## NRJ Awards
O NRJ Music Awards, foi criado em 2000 pela rádio NRJ em parceria com o canal de televisão TF1. A premiação francesa premia os melhores lançamentos franceses e os destaques internacionais. Ao todo, Sia acumula 7 indicações, saindo vitoriosa em três delas.
| Ano  | Recipiente                              | Categoria                                  | Resultado |  |
| ---- | --------------------------------------- | ------------------------------------------ | --------- |  |
| 2014 | Chandelier                              | Canção Internacional do Ano                | Venceu    |  |
| 2014 | Sia                                     | Cantora Internacional Feminina do Ano      | Venceu    |  |
| 2016 | Cheap Thrills (Sia featuring Sean Paul) | Canção Internacional do Ano                | Indicado  |  |
| 2016 | Cheap Thrills (Sia featuring Sean Paul) | Melhor Performance Duo/Grupo Internacional | Indicado  |  |
| 2016 | Sia                                     | Cantora Internacional Feminina do Ano      | Venceu    |  |
| 2020 | Let's Love (Sia featuring David Guetta) | colaboração Internacional do Ano           | Indicado  |  |
| 2020 | Sia                                     | Artista Internacional do ano               | Indicado  |  |

## People's Choice Awards
O "People's choice awards" é uma premiação onde o público escolhe os indicados e os vencedores. Em 2014, Sia recebeu duas indicações por Chandelier. Na edição de 2016, Sia volta a ser indicada.
| Ano  | Recipiente | Categoria                 | Resultado |
| ---- | ---------- | ------------------------- | --------- |
| 2014 | Sia        | Artista Feminina Favorito | Indicado  |
| 2014 | Sia        | Artista Pop Favorita      | Indicado  |
| 2016 | Sia        | Artista Pop Favorita      | Indicado  |

## APRA Music Awards
O APRA Music Awards é um prêmio neozelandês criado pela Associação Australiana da Indústria Discográfica. Para competir com o Vodafone Music Awards, a única premiação de música da Nova Zelâdia. Sia recebeu 17 indicações em toda sua carreira, vencendo 8 vezes, dentre eles o premio de compositora do ano por 3 anos seguido.
| Ano  | Recipiente                                | Premio                              | Resultado |
| ---- | ----------------------------------------- | ----------------------------------- | --------- |
| 2002 | Sia Furler                                | Compositor(a) Revelação             | Venceu    |
| 2011 | "Clap Your Hands"                         | Música do ano                       | Indicado  |
| 2012 | "Titanium" (David Guetta featuring Sia)   | Trabalho Dance do Ano               | Indicado  |
| 2013 | Sia Furler                                | Compositor(a) do ano                | Venceu    |
| 2013 | "Diamonds" (performed by Rihanna)         | Trabalho Pop do Ano                 | Indicado  |
| 2013 | "I Love It" (Hilltop Hoods featuring Sia) | Trabalho Urban do Ano               | Venceu    |
| 2013 | "I Love It" (Hilltop Hoods featuring Sia) | Trabalho Australiano Mais Executado | Indicado  |
| 2014 | Sia Furler                                | Compositor(a) do Ano                | Venceu    |
| 2015 | "Chandelier"                              | Música do Ano                       | Venceu    |
| 2015 | "Chandelier"                              | Melhor Trabalho Pop do Ano          | Indicado  |
| 2015 | "Chandelier"                              | Trabalho Australiano Mais Executado | Indicado  |
| 2015 | Sia Furler                                | Compositor(a) do Ano                | Venceu    |
| 2016 | Chandelier                                | Trabalho Australiano Mais Executado | Venceu    |
| 2016 | "Elastic Heart"                           | Melhor Trabalho Pop do Ano          | Indicado  |
| 2017 | Cheap Thrills                             | Trabalho Australiano Mais Executado | Indicado  |
| 2017 | Cheap Thrills                             | Melhor Trabalho Pop do Ano          | Venceu    |
| 2017 | "Alive"                                   | Melhor Trabalho Pop do Ano          | Indicado  |

## ARIA Awards
ARIA Music Awards é uma premiação musical feita anualmente pela Australian Record Industry Association (ARIA). Criado em 1987, cujo objetivo é premiar somente os melhores artistas australianos. Sia já recebeu 33 indicações, vencendo em 10 das ocasiões que disputou.
| Ano  | Recipiente                              | Premio                               | Resultado |
| ---- | --------------------------------------- | ------------------------------------ | --------- |
| 2009 | TV Is My Parent                         | Melhor DVD de Música                 | Venceu    |
| 2010 | We Are Born                             | Álbum do Ano                         | Indicado  |
| 2010 | We Are Born                             | Melhor Artista Feminina              | Indicado  |
| 2010 | We Are Born                             | Melhor Gravação Independente         | Venceu    |
| 2010 | We Are Born                             | Melhor Álbum Pop                     | Venceu    |
| 2010 | "Clap Your Hands"                       | Single do Ano                        | Indicado  |
| 2010 | "Clap Your Hands"                       | Melhor Video                         | Venceu    |
| 2012 | I Love It (Hilltop Hoods featuring Sia) | Música do Ano                        | Indicado  |
| 2014 | 1000 Forms of Fear                      | Álbum do Ano                         | Venceu    |
| 2014 | 1000 Forms of Fear                      | Melhor Álbum de uma Artista Feminina | Venceu    |
| 2014 | 1000 Forms of Fear                      | Melhor Álbum Pop                     | Venceu    |
| 2014 | 1000 Forms of Fear                      | Melhor Design Para uma Capa de Álbum | Indicado  |
| 2014 | "Chandelier"                            | Música do Ano                        | Indicado  |
| 2014 | "Chandelier"                            | Melhor Video                         | Venceu    |
| 2015 | "Elastic Heart"                         | Melhor Artista Feminina              | Indicado  |
| 2015 | "Elastic Heart"                         | Melhor Gravação Pop                  | Indicado  |
| 2015 | "Elastic Heart"                         | Música do Ano                        | Indicado  |
| 2016 | This Is Acting                          | Álbum do Ano                         | Indicado  |
| 2016 | This Is Acting                          | Melhor Artista Feminina              | Venceu    |
| 2016 | This Is Acting                          | Melhor Gravação Independente         | Indicado  |
| 2016 | This Is Acting                          | Melhor Álbum Pop                     | Indicado  |
| 2016 | "Cheap Thrills"                         | Musica do Ano                        | Indicado  |
| 2016 | "Cheap Thrills"                         | Melhor Video                         | Indicado  |
| 2017 | "The Greatest"                          | Melhor Artista Feminina              | Venceu    |
| 2017 | "The Greatest"                          | Melhor Gravação Pop                  | Indicado  |
| 2017 | "The Greatest"                          | Melhor Gravação Independente         | Indicado  |
| 2017 | "The Greatest"                          | Música do Ano                        | Indicado  |
| 2017 | "The Greatest"                          | Vídeo do Ano                         | Indicado  |
| 2018 | "Flames"                                | Melhor Artista Feminina              | Indicado  |
| 2020 | "Together"                              | Melhor Artista Feminina              | Indicado  |
| 2020 | "Together"                              | Melhor Lançamento Pop                | Indicado  |

=

## Rolling Stones Australia Awards
Prêmio Anual organizado pela filial da revista Rolling Stones na Australia, a premiação existe desde 2009. Sia recebeu 2 indicações, saindo vitoriosa em uma delas.
| Ano  | Recipiente         | Premio            | Resultado |
| ---- | ------------------ | ----------------- | --------- |
| 2015 | 1000 Forms of Fear | Melhor Álbum      | Venceu    |
| 2015 | Chandelier         | Melhor Videoclipe | Indicado  |

## World Music Awards
O World Music Awards é uma premiação anual, que premia os "destaques da indústria musical de todo o mundo", baseados em sua popularidade e recordes de vendas por trabalho. Foi criada em 1989 por incentivo de Alberto II, príncipe de Mônaco em parceria com a Federação Internacional da Indústria Fonográfica (IFPI). Após três anos de hiato, o prêmio voltou a ser apresentado em 2014. Sia recebeu 4 indicações mas não venceu nenhum prêmio.
| Ano  | Recipiente                              | Premio                             | Resultado |
| ---- | --------------------------------------- | ---------------------------------- | --------- |
| 2014 | Sia Furler                              | World's Melhor Artista Feminina    | Indicado  |
| 2014 | Sia Furler                              | World's Melhor Performance Ao Vivo | Indicado  |
| 2014 | "Titanium" (David Guetta featuring Sia) | World's Melhor Música              | Indicado  |
| 2014 | "Titanium" (David Guetta featuring Sia) | World's Melhor Videoclipe          | Indicado  |

## Teen Choice Awards
Teen Choice Awards é uma premiação que tem como foco principal os adolescentes, as cerimônias são apresentadas anualmente pela FOX. A primeira cerimônia ocorreu em 1999. As categorias são baseadas nas realizações do ano, seja em música, filme, esporte, televisão, moda e muito mais, os vencedores são decididos por meio de votos, os jovens e adolescentes representam a maioria dos eleitores. Os vencedores são premiados com pranchas de surf autênticas, estilizadas com grafix, que muda a cada ano. Sia foi indicada por sua colaboração com o rapper Flo Rida e em 2016 voltou a disputar a premiação com seu hit Cheap Thrills.
| Ano  | Recipiente                         | Categoria                 | Resultado |
| ---- | ---------------------------------- | ------------------------- | --------- |
| 2012 | Wild Ones (Flo Rida Featuring Sia) | Melhor Canção R&B/Hip Hop | Indicado  |
| 2016 | "Cheap Thrills"                    | Melhor Musica de Festa    | Indicado  |

## NME Awards
Os NME Awards são atribuídos pela revista britânica NME aos grupos que mais se destacaram no ano, ou que contribuíram decisivamente para a música ao longo da sua carreira. Sia foi indicada uma vez na categoria melhor artista feminina internacional.
| Ano  | Recipiente | Categoria                    | Resultado |
| ---- | ---------- | ---------------------------- | --------- |
| 2017 | Sia Furler | Melhor Cantora Internacional | Indicado  |

## Los Premios 40 Principales
O Los Premios 40 Principales é uma premiação anual organizada pela rádio espanhola Top 40. Sia foi indicada 8 vezes, saindo vencedora  por duas vezes.
| Ano  | Recipiente                                  | Premio                       | Resultado |
| ---- | ------------------------------------------- | ---------------------------- | --------- |
| 2015 | "Chandelier"                                | Melhor Música Internacional  | Indicado  |
| 2015 | "Chandelier"                                | Melhor Video Internacional   | Indicado  |
| 2015 | 1000 Forms of Fear                          | Melhor Álbum Internacional   | Indicado  |
| 2015 | Sia Furler                                  | Melhor Artista Internacional | Indicado  |
| 2016 | "This Is Acting"                            | Melhor Álbum Internacional   | Indicado  |
| 2016 | "Bang My Head (Sia featuring David Guetta)" | Melhor Video Internacional   | Indicado  |
| 2016 | Cheap Thrills                               | Melhor Música Internacional  | Venceu    |
| 2016 | Sia Furler                                  | Melhor Artista Internacional | Venceu    |

## iHeartRadio Music Music Awards
O iHeartRadio Music Awards é um show de prêmios de música, fundado pelo iHeartRadio em 2014, para reconhecer os artistas e músicas mais populares no ano passado, como determinado pelos ouvintes da rede. Sia foi nomeada quatro vezes.
| Ano  | Recipiente    | Premio                  | Resultado |
| ---- | ------------- | ----------------------- | --------- |
| 2017 | Cheap Thrills | Canção do Ano           | Indicado  |
| 2017 | Cheap Thrills | Melhor Composição       | Indicado  |
| 2017 | Cheap Thrills | Melhor Colaboração      | Indicado  |
| 2017 | Sia Furler    | Melhor Artista Feminina | Indicado  |

## VEVO Certified Awards
O VEVO Certified Awards é um prêmio da VEVO no qual o objetivo é premiar os vídeos que chegam a marca de 100,000,000 de visualizações.
| Ano  | Recipiente                  | Premio                       | Resultado |
| ---- | --------------------------- | ---------------------------- | --------- |
| 2014 | Chandelier                  | 100,000,000 de visualizações | Venceu    |
| 2015 | Elastic Heart               | 100,000,000 de visualizações | Venceu    |
| 2015 | Big Girls Cry               | 100,000,000 de visualizações | Venceu    |
| 2015 | Alive                       | 100,000,000 de visualizações | Venceu    |
| 2016 | Cheap Thrills               | 100,000,000 de visualizações | Venceu    |
| 2016 | Cheap Thrills ft. Sean Paul | 100,000,000 de visualizações | Venceu    |
| 2016 | The Greatest                | 100,000,000 de visualizações | Venceu    |
| 2018 | Fire Meet Gasoline          | 100,000,000 de visualizações | Venceu    |
| 2018 | Thunderclouds               | 100,000,000 de visualizações | Venceu    |
| 2019 | Genius                      | 100,000,000 de visualizações | Venceu    |
| 2019 | Audio                       | 100,000,000 de visualizações | Venceu    |
| 2020 | Move Your Body              | 100,000,000 de visualizações | Venceu    |

## Kids' Choice Awards
Os prêmios Nickelodeon Kids 'Choice Awards são shows de premiação anual lançados pela Nickelodeon em vários países.
| Ano  | Recipiente | Premio                         | Resultado |
| ---- | ---------- | ------------------------------ | --------- |
| 2018 | Sia        | Sensação de Streaming Favorita | Venceu    |

## Global Awards
The Global Awards é uma premiação que celebra as estrelas da música e do entretenimento do Reino Unido e do mundo. 
| Ano  | Recipiente | Premio            | Resultado |
| ---- | ---------- | ----------------- | --------- |
| 2019 | Sia        | Mass Appeal Award | Indicado  |

## Latin American Music Awards
Latin American Music Awards é uma premiação das músicas latinas, a australiana Sia recebeu sua primeira indicação a premiação, com sua colaboração com o cantor porto-riquenho Ozuna e a norte-americana Doja Cat.
| Ano  | Recipiente | Premio         | Resultado |
| ---- | ---------- | -------------- | --------- |
| 2021 | Del Mar    | Video Favorito | Pendente  |